# Organo della chiesa di Santa Maria delle Grazie a Montepulciano

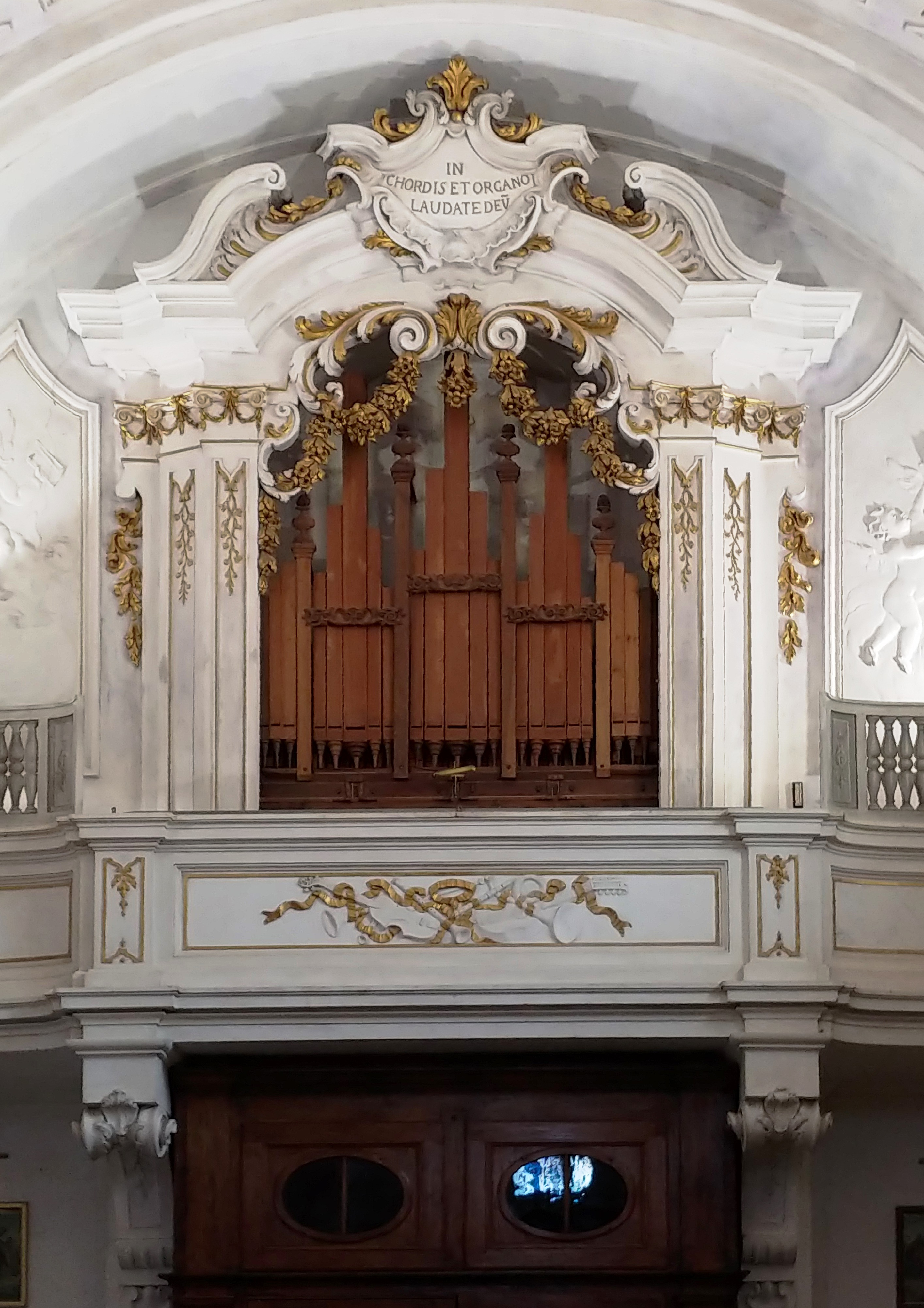
L'organo a canne

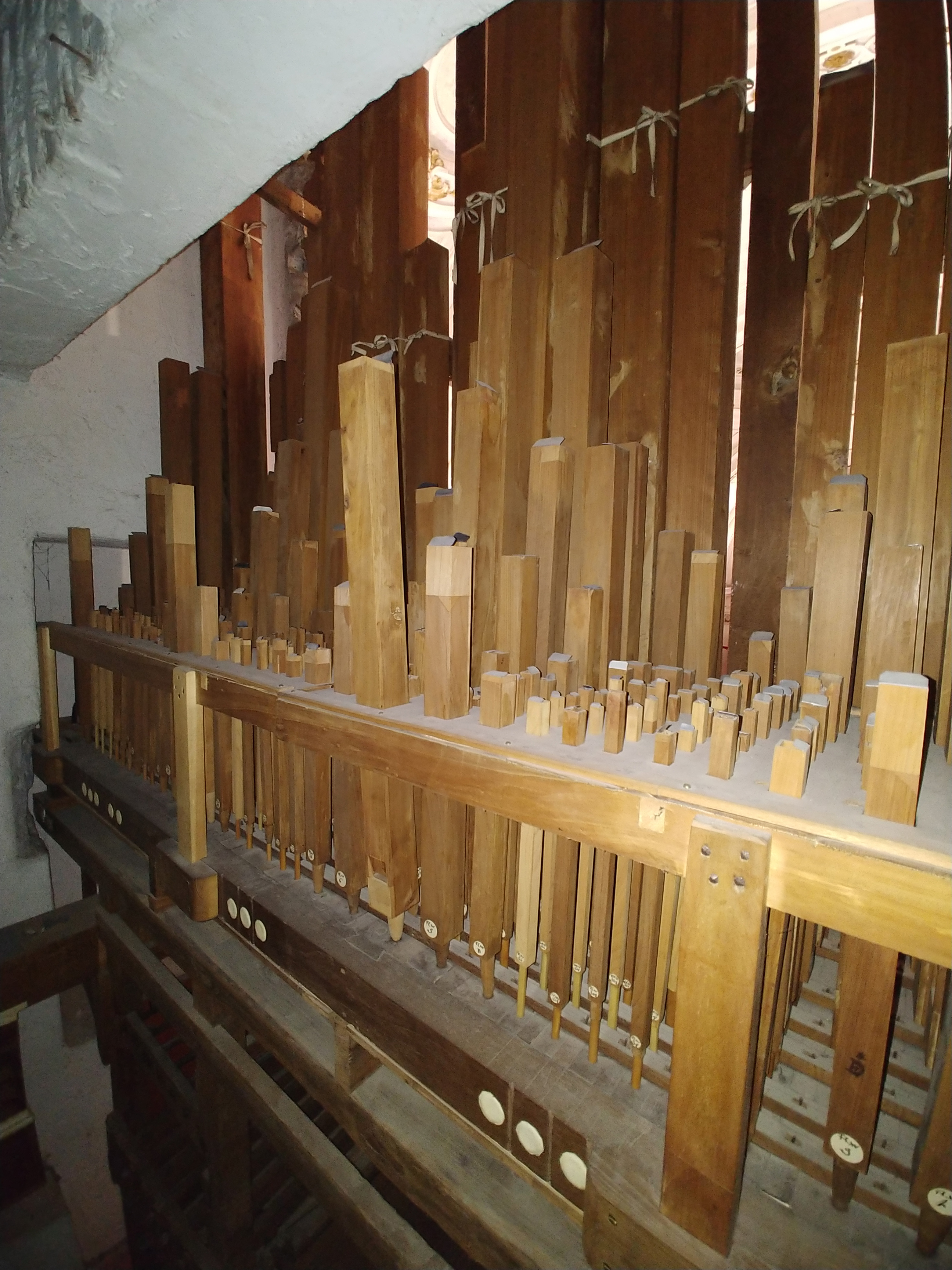
L'interno dell'organo

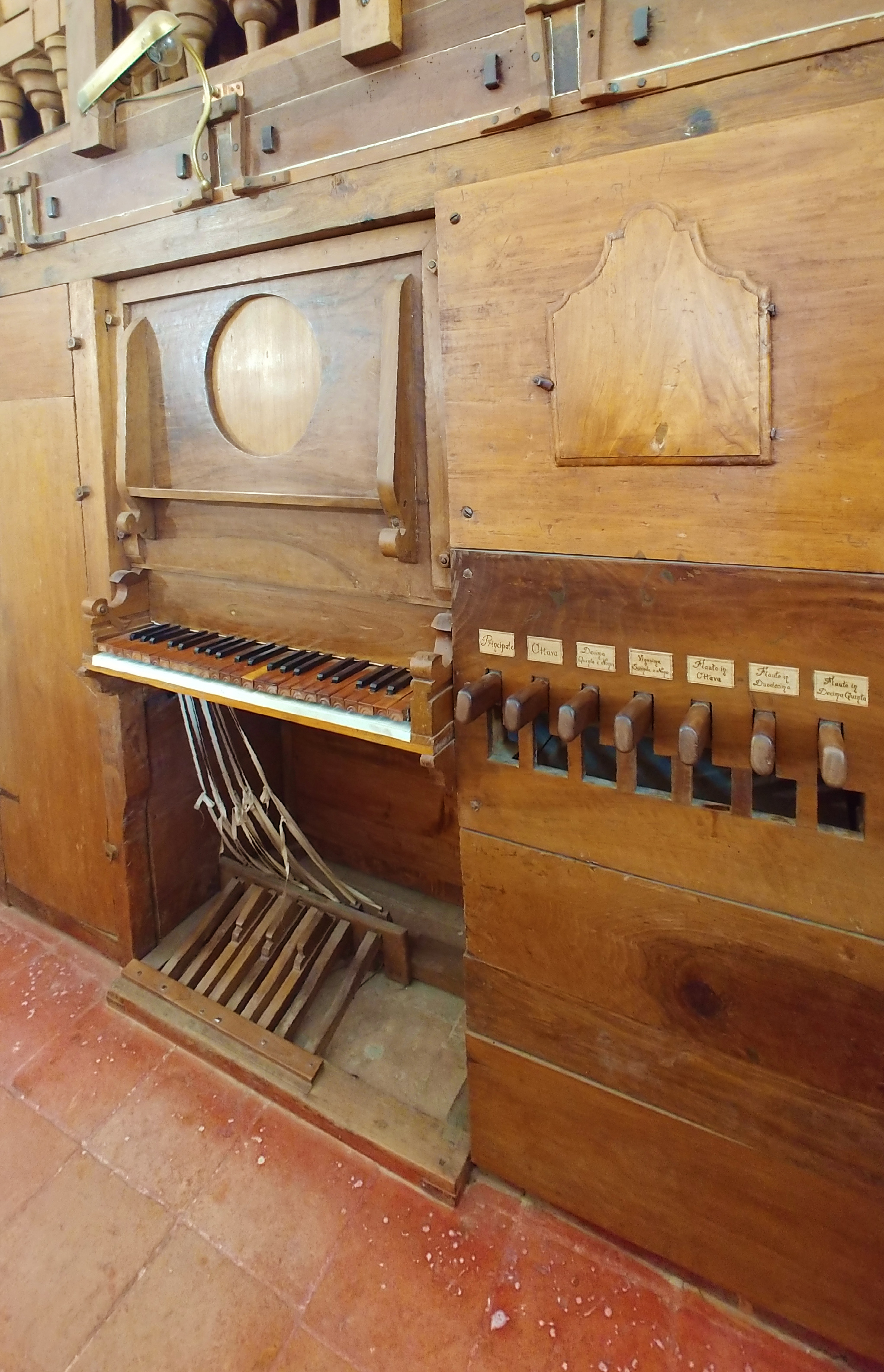
La consolle

L'organo della chiesa di Santa Maria delle Grazie a Montepulciano è un pregevole strumento storico, caratterizzato dall'avere esclusivamente canne in legno di cipresso. Venne costruito probabilmente da Agostino Buratti tra il 1713 e il 1717.

## Storia
La chiesa di Santa Maria delle Grazie venne costruita alla fine del XVI secolo su progetto di Ippolito Scalza, poco fuori l'antico abitato di Montepulciano.
Il 25 dicembre 1600 venne donato alla chiesa un piccolo organo a canne dal nobile Vincenzo Salimbeni; un nuovo strumento venne costruito dall'organaro Alamanno Contucci nel 1765-1766 e collocato sulla cantoria in controfacciata, entro una cassa lignea in un ricco stile barocco, appositamente costruita dallo scultore Carlo Maderno Speroni.
Tra il 1713 e il 1717 dimorò presso il vicino convento di Sant'Agnese il domenicano Antonio Buratti, organaro specializzato nella costruzione di strumenti integralmente in legno; nell'arco dei quattro anni della sua permanenza a Montepulciano, costruì per la chiesa di Sant'Agnese un nuovo organo, che venne ampliato nel 1777 da Alamanno Contucci con l'aggiunta di un Cornetto 3 file (da Fa3, con canne di metallo) e di una Voce umana 8' (da Do3, ottenuta dalle canne in cipresso del Flauto in decima quinta 2'). Lo strumento venne sostituito nel 1832 da uno più grande costruito da Filippo II Tronci e molto probabilmente portato nella chiesa di Santa Maria delle Grazie, dove si troverebbe tuttora.
L'organo, danneggiato durante la seconda guerra mondiale a causa dello spostamento d'aria dei bombardamenti e ridotto al silenzio, fu oggetto di un restauro conservativo effettuato da Pier Paolo Donati tra il 1980 e il 1983, durante il quale venne rimossi i due registri del 1777 e ricostruiti i Grilli e il Tremolo; al termine di tale intervento, fu inaugurato l'8 ottobre 1983 con un concerto di Wijnand van de Pol.

## Descrizione
L'organo della chiesa di Santa Maria delle Grazie a Montepulciano è situato sulla cantoria in controfacciata, poggiante su mensole e dotata di alto parapetto sormontato da una grata decorata come una balaustra. Lo strumento è alloggiato all'interno della cassa lignea del 1765-1766, opera di Carlo Maderno Speroni, riccamente decorata con rilievi e dorature; il prospetto è racchiuso tra due coppie di lesene ioniche e sormontato da un cartiglio recante la seguente iscrizione:
(Iscrizione nel cartiglio)
La mostra è divisa in cinque campate da quattro alte lesene: entro ciascuna delle tre centrali, si trovano cinque canne sonanti in legno di cipresso, disposte in cuspide unica e appartenenti al registro di Principale, con le bocche allineate orizzontalmente; le due campate laterali si compongono di 3 canne finte in legno di castagno ed abete.
Il materiale fonico dell'organo è integralmente costituito da canne in legno di cipresso, in gran parte originarie. La più lunga corrisponde al Do1 del Principale 8', misura 239,2 centimetri ed è collocata in posizione centrale nella mostra; la più corta è alta 3,8 centimetri. L'aria è prodotta mediante tre mantici a lanterna.
La consolle è a finestra ed è posizionata al centro della cassa, sotto il prospetto. Essa dispone di un'unica tastiera di 45 note (Do1-Do5) con prima ottava scavezza (vi sono due tasti accessori che azionano i Grilli a due canne e il Tremolo a vento perduto, posti alle estremità della tastiera e fermati da sbarrette in legno sagomate), e pedaliera a leggio di 9 note (Do1-Do2), priva di registi propri e costantemente unita al manuale. I registri sono azionati da manette a scorrimento verticale verso il basso ed incastro verso destra, con i nomi scritti a mano su cartellini recenti.
Il sistema di trasmissione è integralmente meccanico sospeso. Il temperamento è mesotonico del quarto di comma e il corista del la è a circa 415 Hz alla temperatura di 18 °C. La pressione del vento è di 38 mm in colonna d'acqua.
Di seguito la disposizione fonica dello strumento:
| Manuale                 |           |
| Principale              | 8'        |
| Ottava                  | 4'        |
| Decima quinta e nona    | 2'-1.1/3' |
| Vigesima seconda e nona | 1'-1/2'   |
| Flauto in ottava        | 4'        |
| Flauto in duodecima     | 2.2/3'    |
| Flauto in decima quinta | 2'        |

1. ↑  da Do1 a Do2, ad esclusione del Fa1, canne in comune con l'Ottava 4'.